# Vence (Isère)
Die Vence ist ein kleiner Gebirgsfluss in den französischen Westalpen, der im Département Isère der Region Auvergne-Rhône-Alpes nördlich der Stadt Grenoble verläuft.

## Geografie

### Verlauf
Die Vence entspringt im Chartreuse-Massiv unterhalb des Gipfels Chamechaude (2082 m) im nördlichen Gemeindegebiet von Le Sappey-en-Chartreuse, entwässert generell Richtung Westsüdwest durch den Regionalen Naturpark Chartreuse und mündet nach rund 17 Kilometern im Gemeindegebiet von Saint-Égrève als rechter Nebenfluss in die Isère.

### Orte am Fluss
(Reihenfolge in Fließrichtung)
- Le Sappey-en-Chartreuse
- Vence, Gemeinde Corenc
- Quaix-en-Chartreuse
- Rigaudière, Gemeinde Proveysieux
- Saint-Égrève